# Youguin
Youguin est une localité située dans le département de Dargo de la province du Namentenga dans la région Centre-Nord au Burkina Faso. 

## Géographie
Youguin se trouve à 4 km au nord de Yaongo, à 5 km au sud de Dargo, le chef-lieu du département et à environ 30 km à l'est de Boulsa.

## Éducation et santé
Le centre de soins le plus proche de Youguin est le centre de santé et de promotion sociale (CSPS) de Yaongo tandis que le centre médical avec antenne chirurgicale (CMA) de la province se trouve à Boulsa.